# Six Hands Open As One
Six Hands Open As One ist ein Musikalbum von Izumi Kimura, Barry Guy und Gerry Hemingway. Die am 10., 11. und 15. Dezember 2023 im The Meadow, Wicklow, Irland, entstandenen Aufnahmen erschienen im Juli 2024 auf Fundacja Słuchaj.

## Hintergrund
Dieses Album ist die zweite Zusammenarbeit zwischen der Pianistin Izumi Kimura, dem Kontrabassisten Barry Guy und dem Schlagzeuger/Perkussionisten Gerry Hemingway, im Anschluss an Illuminated Silence (Fundacja Sluchaj, 2019), ein Live-Dokument, in dem Improvisation innerhalb konzeptueller Kompositionsrahmen gespielt wird. Ein Großteil des Albums wird von Hemingways vierteiliger Suite „The Unexpected“ eingenommen, die durch die russische Invasion in der Ukraine seit 2022 und die Umwälzungen in der Folge dieses Krieges beeinflusst ist.

## Titelliste
- Izumi Kimura, Barry Guy, Gerry Hemingway: Six Hands Open As One (Fundacja Sluchaj FSR 08/2024)[2]

1. The Unexpected (Hemingway) 17:46
2. Cloud Echoes  (Izumi Kimura) 7:10
3. Gnomon (Barry Guy) 15:53
4. Underdrift (Izumi Kimura) 6:01

## Rezeption

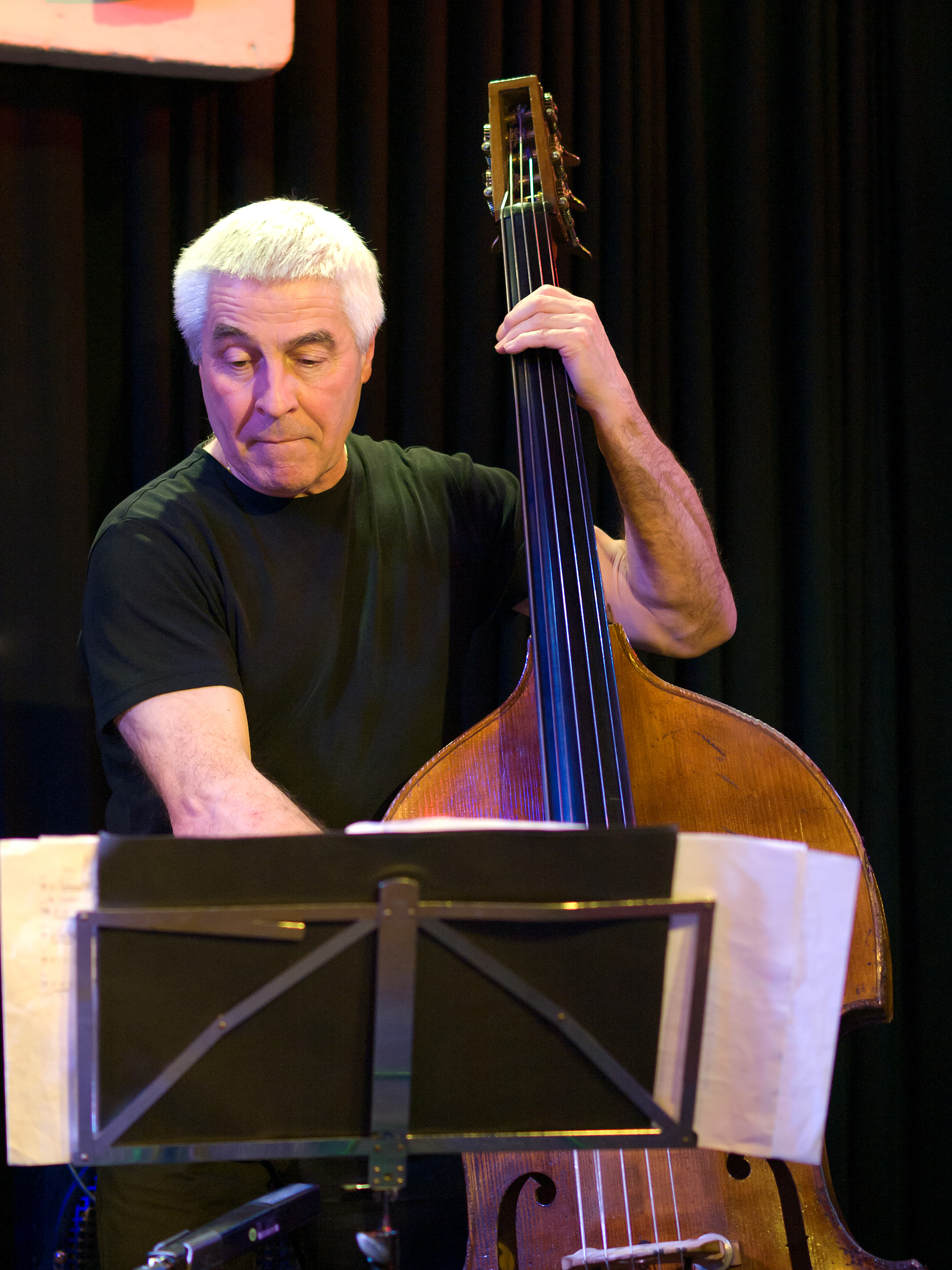
Barry Guy (2011)

Nach Ansicht von Ian Patterson, der das Album in All About Jazz rezensierte, gibt es so viel Schattenspiel zwischen Kimura, Guy und Hemingway, dass jedes weitere Hören eine Fülle neuer Details biete – ein undeutlicher Basston hier, ein fremdartig klingendes perkussives Element dort, ein Hauch einer halb getarnten Melodie, unheimliche aber ergreifende Dissonanzen und faszinierende rhythmische Geflechte. Intensives Zuhören sollte die Investition belohnen, indem es die Schichten und Feinheiten im furchtlosen Zusammenspiel dieses außergewöhnlichen Trios enthülle. „Anspruchsvolle, aber letztlich erbauliche Musik, die in Erinnerung bleibt.“
Die drei Musiker würden rekursiv Bereiche aufsuchen, die sowohl vertraut als auch unbekannt sind, und so die multivalente Natur der Musik und ihrer darstellenden Kräfte perfekt widerspiegeln, meinte Marc Medwin (Point of Departure). Schließlich sei ein Trio nichts weiter als „ein Redewendung, eine sprachliche Annehmlichkeit, das sich möglicherweise nie wie erwartet verhält und selbst wenn es das tut, vorgefasste Grenzen überschreitet“. Die Konventionen dieses Aggregats seien voller anstiftender Abstraktionen, Klänge im Fluss.